# Астрономія в середньовічному ісламському світі

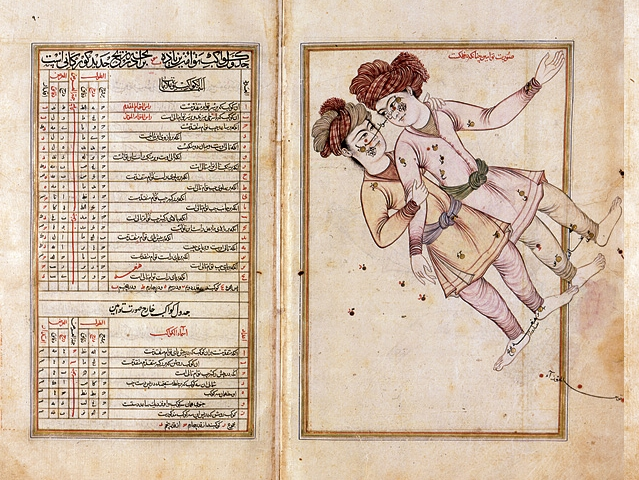
Сузір'я Близнюків: ілюстрація з «Книги сузір'їв нерухомих зірок» багдадського астронома ас-Суфі (X століття).

Астрономія в середньовічному ісламському світі — астрономічні пізнання і погляди, поширені в Середньовіччя в Арабському Халіфаті і згодом державах, що виникли після розпаду халіфату: Кордовському халіфаті, імперіях Саманідів, Караханідів, Газневідів, Тімуридів, Хулагуїдів. Твори ісламських астрономів були, як правило, написані арабською мовою, яка може вважатися міжнародною мовою середньовічної науки; з цієї причини астрономія ісламського Середньовіччя називається ще арабської астрономією, хоча в її розвиток внесли вклад не тільки араби, але представники практично всіх народів, що проживали на цій території. Головним джерелом арабської астрономії була астрономія Стародавньої Греції, а на ранніх стадіях розвитку — також Індії і держави Сасанідів, розташованої на територіях сучасних Іраку і Ірану. Період найвищого розвитку припадає на VIII—XV століття.

## Коротка хронологія арабської астрономії

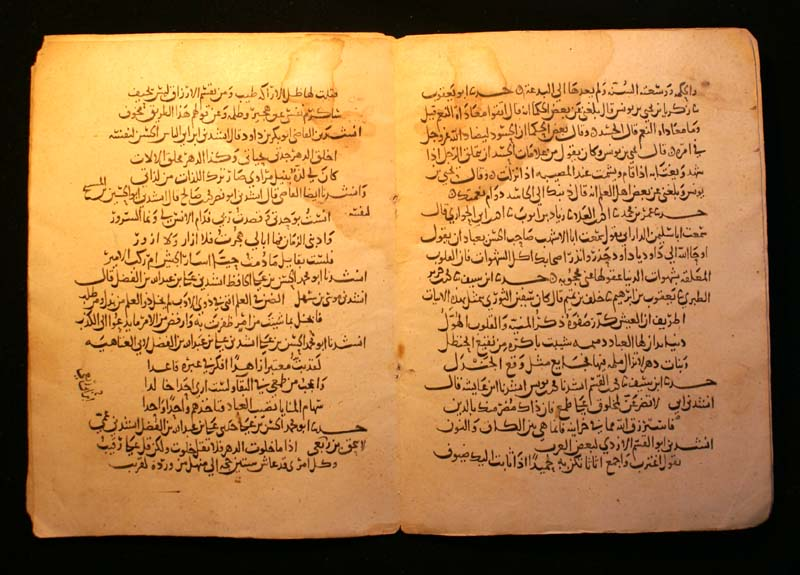
Арабський манускрипт (ера Аббасидів).

VII століття. Початок знайомства з астрономічними досягненнями греків та індійців. За велінням халіфа Омара в Арабському Халіфаті розроблено релігійно-вмотивований місячний календар.
VIII — перша половина IX століття. Інтенсивний переклад індійської та грецької наукової літератури на арабську. Основним покровителем учених стає халіф ал-Мамун, що заснував в 832 році Будинок мудрості в Багдаді і дві астрономічні обсерваторії, в Дамаску і Багдаді. На цей період припадає діяльність таких видатних астрономів і математиків, як Ібрахім ал-Фазарі (пом. бл. 777), Якуб ібн Тарік (пом. бл. 796), Хаббаш аль-Хасіб (770—870), Мухаммад аль-Хорезмі (783—850), брати Бану Муса (перша половина IX ст.) та їх учень Сабіт ібн Корра (836—901). Відкриття зміни нахилу екліптики до екватора і уявне відкриття трепідації. Повне оволодіння математичним апаратом грецької астрономії, включаючи теорію Птолемея.
Друга половина IX століття — кінець XI століття. Період розквіту арабської спостережної астрономії. Діяльність видатних астрономів Мухаммеда ал-Баттані, Абд ар-Рахмана ас-Суфі, Абу Джафара ал-Хазіна, Абу-л-Вафи Мухаммада ал-Бузджані, Абу-л-Хасана Ібн Юніса, Абу Алі ібн Сіни (Авіценни), Абу-р-Райхана ал-Біруні, Ібрахіма аз-Заркалі, Омара Хаяма. Відкриття руху апогею сонячної орбіти відносно зірок і точок рівнодень. Початок теоретичного осмислення руху небесних світил (XI століття: ібн ал-Хайсам, ал-Біруні, ал-Хазін, аз-Заркалі). Перші сумніви в нерухомість Землі. Початок нападок на астрономію і науку взагалі з боку ортодоксальних богословів і законоведів, особливо Мухаммеда ал-Газалі.
XII століття — перша половина XIII століття. Пошук нових теоретичних підстав астрономії: спроба відкинути теорію епіциклів через її невідповідність фізики того часу (так званий «андалусійський бунт», в якому брали участь філософи Ібн Баджо, Ібн Туфайль, аль-Бітруджі, Аверроес, Маймонід, що жили і працювали в Андалусії). У спостережної астрономії, однак, мав місце відносний застій.
Друга половина XIII століття — XVI століття. Час світанку астрономічних обсерваторій в країнах ісламу (Марага, Тебріз, Самарканд, Стамбул). Астрономічна освіта в медресе. «Марагінська революція»: теорії руху планет, які заперечують еквант та інші елементи теорії Птолемея як фундамент математичної астрономії (Насир ад-Дін ат-Тусі, Кутб ад-Дін аш-Ширазі, Муаййад ад-Дін аль-Урді, Мухаммад ібн аш-Шатир, Джамшид Гіяс ад-Дін ал-Каші, Ала ад-Дін Алі ібн Мухаммад ал-Кушчі, Мухаммад ал-Хафра). Широке обговорення натурфілософського фундаменту астрономії і можливість обертання Землі навколо осі.
Кінець XVI століття. Початок тривалого застою в астрономії ісламу.